# Gregorio Juan Esperón
Gregorio Juan Esperón (Buenos Aires, Argentina, 15 de agosto de 1912-30 de septiembre de 2000) fue un futbolista argentino que se desempeñaba en la posición de half derecho.

## Trayectoria

### Como jugador
Debutó profesionalmente en el Club Atlético Tigre, en 1933 y disputó una temporada. 
Al año siguiente pasó a Platense, en donde jugó hasta 1943, disputó 244 partidos y marcó 24 goles, siendo uno de los marcadores laterales más importantes en la historia del club. Llevó además la cinta de capitanía por 4 de sus 9 años en el club.
Tendría un breve paso por Instituto de Córdoba y San Cristóbal de Brasil.
Emigró en 1946 a la AS Roma de Italia, en donde debutó el 8 de diciembre frente al Modena. Llegó a disputar 7 partidos y no convirtió goles. 
En el club de Roma también trabajó como preparador físico de las divisiones inferiores. Allí finalizaría su carrera futbolística.

### Como entrenador
Su carrera como entrenador comenzó en Platense en 1948 y estuvo en el club hasta 1950, año en el que pasó al Barcelona SC de Ecuador en donde ganaría el último Torneo Amateur del Guayas.
En 1951 pasó al CS Emelec y estaría en el club hasta 1953. Ese mismo año pasaría a dirigir a la Selección de Ecuador.
Después dirigió a Deportiva Valdez también de Ecuador, más tarde el Cerro Porteño de Paraguay, Juan Aurich de Perú, volvería a la Argentina para dirigir nuevamente a Platense para terminar con su carrera como entrenador en Excursionistas.

## Selección nacional
Entre 1940 y 1942, Esperón, jugó 10 partidos para la Selección Argentina. Además marcó un gol. Disputó el Campeonato Sudamericano de 1941 en donde la selección argentina fue campeona y para el Campeonato Sudamericano de 1942 en donde la selección fue subcampeona.

## Fallecimiento
Falleció el 30 de septiembre de 2000 a la edad 88.

## Clubes

### Como jugador
| Club          | País      | Año       |
| ------------- | --------- | --------- |
| Tigre         | Argentina | 1933-1934 |
| Platense      | Argentina | 1934-1943 |
| Instituto     | Argentina | 1944-1945 |
| San Cristóbal | Brasil    | 1945-1946 |
| AS Roma       | Italia    | 1946-1947 |

### Como entrenador
| Club                  | País      | Año       |
| --------------------- | --------- | --------- |
| Platense              | Argentina | 1948-1950 |
| Barcelona SC          | Ecuador   | 1950      |
| CS Emelec             | Ecuador   | 1951-1953 |
| Selección de Ecuador  | Ecuador   | 1953      |
| Deportiva Valdez      | Ecuador   | 1953      |
| Cerro Porteño         | Paraguay  | 1954-1955 |
| Platense              | Argentina | 1956      |
| Barcelona SC          | Ecuador   | 1961      |
| CS Patria             | Ecuador   | 1964      |
| Excursionistas        | Argentina | 1965      |
| Juan Aurich           | Perú      | 1966      |
| A.D. Nueve de Octubre | Ecuador   | 1970      |